# Global Rapid Rugby
La Global Rapid Rugby és una competició de rugbi a 15 concebuda i patrocinada pel multimilionari australià Andrew Forrest. La seva creació es va produir després que el Western Force, un equip de rugbi de la ciutat de Perth, a l'estat d'Austràlia Occidental, fos exclòs de la conferència australiana de la Super Rugby.

## Història

### Antecedents
Després de la decisió de la SANZAAR de reduir el nombre d'equips de la Super Rugby durant l'edició de 2018, l'Australian Rugby Union (actualment Rugby Australia) va anunciar l'agost de 2017 que un dels equips que seria suprimit de la competició el 2018 seria el Western Force. El mes següent, l'empresari establert a Perth Andrew Forrest va anunciar que crearia un torneig anomenat Campionat de Rugbi Indo-Pacífic que inclouria el Western Force i cinc equips més de la regió Indo-Pacífica.
Per la temporada 2018, la competició va ser anomenada World Series Rugby, disputada com un seguit de partits d'exhibició i que havia de servir com a precursor d'una competició més àmplia de la zona de l'Àsia i el Pacífic, planificada pel 2019. El reformat Western Force va disputar partits internacionals contra les seleccions de Hong Kong, Samoa i Tonga, així com els equips de la Super Rugby dels Crusaders i els Melbourne Rebels, l'equip de la Top League japonesa Panasonic Wild Knights, i els Fiji Warriors, el segon equip nacional de Fiji. Aquestes sèries van començar el 4 de maig de 2018.

### Rapid Rugby
La competició va canviar de nom el novembre de 2018, quan va passar a nomenar-se Global Rapid Rugby; alhora, es va confirmar que l'edició de 2019 inclouria vuit equips d'Austràlia, Fiji, Hong Kong, Japó, Malàisia, Samoa i Singapur, així com d'un altre país encara per assegurar, que comptarà amb el suport d'un consorci privat, i que segurament serà dels Estats Units (Hawaii). El projecte preveu l'expansió de la competició a partir de la temporada de 2021 en països com la Xina, l'Índia, els Emirats Àrabs Units, Sri Lanka i Corea del Sud. La Hong Kong Rugby Union va ser nomenada la societat organitzadora d'aquesta nova competició.
També el novembre de 2018, la Hong Kong Rugby Union va confirmar la seva entrada i va anunciar que l'equip del país seria conegut com a South China Tigers.